# Ле Моје (Анкона)
Ле Моје је насеље у Италији у округу Анкона, региону Марке.
Према процени из 2011. у насељу је живело 32 становника. Насеље се налази на надморској висини од 329 м.